# علاقه‌مند به تو (ترانه آریانا گرانده)
«علاقه‌مند به تو» ترانه‌ای است که توسط خواننده آمریکایی آریانا گرانده برای سومین آلبوم استودیوش زن خطرناک ضبط شده است. گرانده این آهنگ را همراه با ساوان کوتچا، الکساندر کرانلند، مکس مارتین و ایلیا سلمان‌زاده نوشت؛ که دو نفر آخر تهیه‌کننده ترانه نیز هستند. ترانه به عنوان دومین تک‌آهنگ آلبوم، اولین‌بار برای دانلود دیجیتال در ۶ می ۲۰۱۶ از طریق پیش سفارش آلبوم انتشار یافت. "علاقه‌مند به تو" ترانه‌ای دنس پاپ است، همراه با عناصری از موسیقی رقص الکترونیک و شامل "یک بیت تپشی دیسکویی، سینث‌سایزر خفه و کلیک‌های تند" در تنظیم آهنگ است.

## پیش‌زمینه و ترکیب‌بندی
علاقه‌مند به تو توسط مکس مارتین، ساوان کوتچا، الکساندر کرانلند، ایلیا سلمان‌زاده و آریانا گرانده نوشته شد. تهیه‌کنندگی، برنامه‌ریزی، کیبورد، گیتار، بیس، پرکاشن، صداهای پس‌زمینه برعهده مارتین و ایلیا بود.